# Новиков, Александр Васильевич (оперный певец)
Александр Васильевич Новиков (1888—1967) — советский артист оперы (бас-кантанте), камерный певец и педагог. Заслуженный артист РСФСР (1935).

## Биография
Родился 26 ноября (6 декабря по новому стилю) 1888 года в городе Ковров Владимирской губернии в крестьянской семье — среди десятерых детей он был самым младшим.
С девяти лет мальчик начал петь в церковном хоре. В одиннадцатилетнем возрасте он осиротел, и заботу о нём взял на себя старший брат Георгий, который в последующие годы помог ему поступить в техническое училище.
Окончив обучение в Коврове, поступил в Московское техническое училище, откуда был отправлен в Германию для продолжения образования. Окончил Дрезденское высшее техническое училище, получив диплом инженера-строителя. Однако, вернувшись в Россию, Александр решил заняться певческой карьерой и поступил в музыкально-драматическое училище Московского филармонического общества в класс Маргариты Александровны Эйхенвальд. Училище А. В. Новиков окончил в 1918 году, но свою певческую деятельность начал раньше — с 1913 года он уже выступал на оперной сцене в Москве, Киеве, Баку, Казани, Саратове, Самаре и Нижнем Новгороде, исполняя партии центрального баса.
Женившись на Ксении Николаевне, дочери уржумского земского врача Н. А. Львова, вместе с женой приехал в 1918 году на её родину, где организовал народную музыкальную школу, оперную студию и создал профессиональную оперную труппу, выступавшую на уржумской сцене в 1919—1924 годы. Затем до 1932 года Новиков работал во многих театрах СССР: в Баку, Екатеринославе, Киеве, Вятке, Орле, Гомеле, Луганске, Ростове-на-Дону, Брянске, Саратове, Кисловодске, Астрахани и Сталинграде. С таким большим опытом в 1932 году Александр Васильевич приехал в Свердловск — первым его спектаклем на сцене Свердловского оперного театра им. А. В. Луначарского стал «Евгений Онегин» 17 сентября 1932 года. В Свердловске мастерство певца раскрылось во всем блеске его дарования — не было, пожалуй, такой басовой партии, которую бы не приходилось в оперном театре петь Новикову. В Свердловске 24 мая 1935 года торжественно отмечался двадцатилетний творческий юбилей певца. В этом же году он был направлен в творческую командировку в Москву и Ленинград, где пел в Большом театре Союза ССР и Театре им. С. М. Кирова, соответственно.
Среди многих работ певца, он был первым исполнителем партий: Фома («Иван-солдат» К. Корчмарёва, 1927), Мелков («Орлёна» В. Трамбицкого, 1934), Мелков («За жизнь», 2-я редакция оперы «Орлёна» В. Трамбицкого, 1938), Тарас («Семья Тараса» Д. Кабалевского, 2-я редакция, 1951).
В годы Великой Отечественной войны Александр Новиков, помимо спектаклей в театре, в составе бригады артистов Свердловского оперного театра принял участие в 998 шефских концертах в госпиталях и воинских частях.
В качестве педагога в 1930—1932 годах преподавал сольное пение в Саратовской консерватории; с 1939 года — в Уральской консерватории, где заведовал оперным классом, а также кафедрой вокального факультета.
Умер 1 марта 1967 года в Свердловске. Похоронен на Широкореченском кладбище.